# خانشنو
خانشنو (به لهستانی:  Chąśno) یک روستا در لهستان است که در گمینا خانشنو واقع شده‌است.